# Józef Gabriel Stempkowski
Józef Gabriel Stempkowski (Stępkowski) herbu Suchekomnaty, znany jako Straszny Józef, (ur. 1710, zm. 1793) – wojewoda kijowski w latach 1785–1790, kasztelan kijowski w latach 1772–1785, generał lejtnant wojsk koronnych w latach 1777–1784, rotmistrz wojsk koronnych, konsyliarz Rady Nieustającej, zasłynął z brutalnego tłumienia koliszczyzny.

## Życiorys
Syn Jakuba Ignacego (zm. 1763), kasztelana żarnowskiego i Teresy Geschaw. Poślubił Franciszkę Tarkowską herbu Klamry, córkę Stefana Tarkowskiego, kasztelana brzesko-litewskiego. Z małżeństwa przyszło na świat trzech synów i dwie córki, m.in. Honorata.
W 1764 roku był elektorem Stanisława Augusta Poniatowskiego z województwa kijowskiego i posłem tego województwa na sejm elekcyjny.
Komisarz z rycerstwa w Komisji Wojskowej Koronnej w latach 1765–1770 i z Senatu w 1775 roku. Poseł na sejm 1766 roku z województwa wołyńskiego. Oboźny polny koronny, był członkiem konfederacji radomskiej 1767 roku. W załączniku do depeszy z 2 października 1767 roku do prezydenta Kolegium Spraw Zagranicznych Imperium Rosyjskiego Nikity Panina, poseł rosyjski Nikołaj Repnin określił go jako posła właściwego dla realizacji rosyjskich planów na sejmie 1767 roku za którego odpowiada król, poseł województwa lubelskiego na sejm 1767 roku. Jako poseł wszedł w skład delegacji, wyłonionej pod naciskiem posła rosyjskiego Nikołaja Repnina, powołanej w celu określenia ustroju Rzeczypospolitej.
Brał udział także w tłumieniu konfederacji barskiej oraz w tłumieniu koliszczyzny. Członek konfederacji 1773 roku. Jako członek delegacji na Sejmie Rozbiorowym 1773-1775 był przedstawicielem opozycji. W latach 1777–1778 był szefem pułku 5 koronnego Przedniej Straży. Był członkiem Komisji Skarbowej Koronnej w 1784 roku. 18 września 1773 roku podpisał traktaty cesji przez Rzeczpospolitą Obojga Narodów ziem zagarniętych przez Rosję, Prusy i Austrię w I rozbiorze Polski. Członek konfederacji Andrzeja Mokronowskiego w 1776 roku. Konsyliarz Departamentu Wojskowego Rady Nieustającej w 1788 roku.
W 1773 kawaler Orderu Orła Białego, w 1769 odznaczony Orderem Świętego Stanisława.
Inicjator budowy pałacu w Łabuniu na Wołyniu, którego projektantem był Efraim Szreger. W tej luksusowej rezydencji, do której meble sprowadzano z Francji, Stempkowski gościł Stanisława Augusta Poniatowskiego. Koszty te spowodowały jednak bankructwo Stempkowskiego, który uciekł przed wierzycielami do Warszawy, a pałac, ograbiony przez wierzycieli, został rozebrany przez miejscową ludność.